# Зелёный Шлях
Зелёный Шлях — хутор в Суджанском районе Курской области. Входит в состав Новоивановского сельсовета.

## География
Хутор находится на реке Снагость (приток Сейма), в 9,5 км от российско-украинской границы, в 90 км к юго-западу от Курска, в 19 км к северо-западу от районного центра — города Суджа, в 1,5 км от центра сельсовета — Новоивановка.
Климат
Зелёный Шлях, как и весь район, расположен в поясе умеренно континентального климата с тёплым летом и относительно тёплой зимой (Dfb в классификации Кёппена).

## Население
| 2002 | 2010 |
| ---- | ---- |
| 56   | ↘37  |

## Инфраструктура
Личное подсобное хозяйство. В хуторе 29 домов.

## Транспорт
Зелёный Шлях находится на автодороге регионального значения 38К-030 (Рыльск — Коренево — Суджа), в 10,5 км от автодороги 38К-024 (Льгов — Суджа), на автодороге межмуниципального значения 38Н-160 (38К-006 — Любимовка — 38К-030 с подъездом к с. Обуховка), в 2 км от автодороги 38Н-571 (38К-030 — Толстый Луг), в 1 км от автодороги 38Н-449 (38К-030 — Новоивановка — 38К-024), в 4 км от автодороги 38Н-450 (38Н-449 — Александрия), в 11 км от ближайшей ж/д станции Локинская (линия Льгов I — Подкосылев).
В 130 км от аэропорта имени В. Г. Шухова (недалеко от Белгорода).